# Hospital Municipal Djalma Marques
O Hospital Municipal Djalma Marques (conhecido como Socorrão I) é uma autarquia municipal de São Luís e o maior hospital público do Maranhão, realizando atendimento de urgência e emergência.

## Histórico
O Hospital Municipal Djalma Marques (Socorrão I) começou a funcionar em 1972, no Centro da cidade.
Em 1982, foi doado pela Cruz Vermelha Brasileira à Prefeitura de São Luís. passando a integrar a rede municipal de saúde. Recebeu esse nome em homenagem ao médico maranhense Djalma Marques.
A autarquia foi criada pela Lei nº 2.579, de 7 de maio de 1982, sendo vinculada à Secretaria Municipal de Saúde. Foi reorganizado pela Lei nº 3789 e 30 de dezembro de 1998.
Entre suas finalidades e atribuições estão:
- Executar a política de assistência médica-hospitalar de urgência e emergência, no âmbito do Município de São Luís.
- Servir de apoio às instituições de ensino na formação teórico-prático dos profissionais de saúde.
- Poder celebrar acordos, convênios e contratos com instituições públicas ou privadas, visando a melhoria dos serviços de assistência médico-hospitalar.

## Estrutura
No ano de 2014, a unidade realizou uma média de 12 mil atendimentos mensais em urgências clínicas, cirúrgicas, ortopédicas, neurológicas e neurocirúrgicas. No mesmo ano, a unidade contava com uma equipe de 1.850 profissionais, entre servidores efetivos, contratados, celetistas e temporários.
A unidade realiza atendimentos de alta e média complexidade, recebendo alta demanda de pacientes. Em torno de 60% dos pacientes que buscam o Socorrão I vem do interior do estado para capital, gerando constantes críticas da população por problemas infraestrutura e superlotação.
O Hospital Municipal Dr. Clementino Moura (Socorrão II) foi inaugurado em 1998 e também integra a rede de urgência e emergência municipal, atendo ocorrências clínicas e cirúrgicas de pacientes adultos, especialmente, o atendimento a traumatismos ortopédicos, neurocirúrgicos e bucomaxilares.